# میدان هوایی فراه
فرودگاه فراه (به انگلیسی: Farah Airport) یک فرودگاه همگانی با کد یاتا FAH است . این فرودگاه در بخش شرقی فراه، مرکز ولایت فراه در افغانستان، در ارتفاع ۷۳۲ متری از سطح دریا واقع شده‌است. این فرودگاه زیر نظر وزارت حمل و نقل و هوانوردی افغانستان (MoTCA) است و به مردم جنوب غربی افغانستان خدمات‌رسانی می‌کند. این فرودگاه خدمات پرواز داخلی را به چندین شهر ارائه می‌دهد.
فرودگاه فراه در گذشته توسط نیروهای مسلح ایالات متحده آمریکا و نیروهای بین‌المللی کمک به امنیت (ISAF) از جمله نیروی هوایی افغانستان (AAF) برای اهداف نظامی استفاده می‌شد. این فرودگاه بازسازی و توسعه یافت و امکانات جدیدی برای نیروهای امنیت ملی افغانستان (ANSF) اضافه شده بود.

## شرکت‌های هواپیمایی و مقصدهای پروازی
| شرکت‌های هواپیمایی    | مقصدهای پروازی             |
| -------------------- | -------------------------- |
| ایست هوریزن ایرلاینز | میدان هوایی بین‌المللی هرات |